# Baluchistão (Paquistão)
O Baluchistão (também grafado Balochistão, Belochistão ou Baluquistão); em urdu: بلوچستان; transl.: Balochistan) é a maior província do Paquistão. Compreende a maior parte do Baluchistão histórico e seu nome provém dos balúchis. Limita a oeste com o Baluchistão iraniano, ao norte com o Afeganistão e com o Território federal das Áreas Tribais, e a leste com o Punjab e o Sind. O Mar Arábico está ao sul. As principais línguas da província são o balúchi, o pachto, o brahui e o persa. A capital e maior cidade da província é Quetta.
Com uma área de 347,190 km², sua população é de 7 167 554 habitantes (2003).
Maior província paquistanesa - e talvez a mais rica em recursos minerais -, o Baluchistão é um grande fornecedor de gás natural para o país.

## Distritos
| - Awaran - Barkhan - Bolan - Chagai - Dera Bugti - Gwadar - Jafarabad - Jhal Magsi - Kalat | - Kharan - Kohlu - Khuzdar - Qilla Abdullah - Qilla Saifullah - Lasbela - Loralai - Mastung - Musakhel | - Nasirabad - Nushki - Panjgur - Pishin - Quetta - Sibi - Turbat ou Kech - Zhob - Ziarat |

## Os terremotos de Ziarat de 2008
Atingiram a província paquistanesa do Baluchistão em 29 de outubro com uma magnitude de momento de 6,4. O Serviço Geológico dos EUA relatou que o primeiro terremoto ocorreu 60 km (37 milhas) ao norte de Quetta e 185 km (115 milhas) a sudeste da cidade afegã de Kandahar às 04h09 hora local (28 de outubro, 23h09 UTC) a uma profundidade de 15 km (9,3 milhas), a 30,653° N, 67,323°. Foi seguido por outro terremoto de magnitude 6,4 a uma profundidade de 14 km (8,7 milhas) aproximadamente 12 horas após o choque inicial, a 30,546° N, 67,447. Mais de 200 ficaram feridos (de acordo com Mohammed Zaman, assistente do secretário-chefe do Baluchistão, Nasir Khosa) e 120 000 ficaram desabrigados (de acordo com Dilawar Khan Kakar, Ziarat, prefeito e administrador-chefe do Baluchistão). Qamar Zaman Chaudhry, diretor-geral do Departamento Meteorológico do Paquistão, afirmou que o epicentro do terremoto foi 70 milhas (110 km) ao norte de Quetta e cerca de 600 km (370 milhas) a sudoeste de Islamabad.

## Leitura de apoio
- Johnson, E.A. (1999). Lithofacies, depositional environments, and regional stratigraphy of the lower Eocene Ghazij Formation, Balochistan, Pakistan. Col: U.S. Geological Survey Professional Paper 1599. Washington, D.C.: U.S. Geological Survey